# 8. ústřední výbor Komunistické strany Číny
8. ústřední výbor Komunistické strany Číny (čínsky pchin-jinem Zhōngguó Gòngchǎndǎng dìbājiè Zhōngyāng Wěiyuánhuì, znaky zjednodušené 中国共产党第八届中央委员会) byl nejvyšší orgán Komunistické strany Číny v letech 1956–1969, mezi VIII. a IX. sjezdem. Na VIII. sjezdu pořádaném v září 1956 jeho delegáti zvolili ústřední výbor o 97 členech a 73 kandidátech. Během svého funkčního období se výbor sešel dvanáctkrát, poprvé v závěru sjezdu, kdy zvolil užší vedení strany – 8. politbyro a jeho stálý výbor včetně předsedy a místopředsedů ÚV a 8. sekretariát. Na 11. zasedání v srpnu 1966 bylo, v podmínkách počínající kulturní revoluce, podstatně zrevidováno složení užšího stranického vedení, stálého výboru politbyra. Na posledním, dvanáctém, zasedání v říjnu 1968 členové ÚV rozhodli o svolání IX. sjezdu a vyloučili ze strany nejvýznamnější oběť kulturní revoluce, Liou Šao-čchiho, hlavu státu a do roku 1966 muže číslo dvě ve straně.

## Složení
Pořadí podle počtu hlasů při volbě. 
Členové ústředního výboru zvolení na VIII. sjezdu 25. září 1956:
1. Mao Ce-tung (毛泽东)
2. Liou Šao-čchi (刘少奇, vyloučen v říjnu 1968)
3. Lin Po-čchü (林伯渠, zemřel v květnu 1960)
4. Teng Siao-pching (邓小平)
5. Ču Te (朱德)
6. Čou En-laj (周恩来)
7. Tung Pi-wu (董必武)
8. Čchen Jün (陈云)
9. Lin Piao (林彪)
10. Wu Jü-čang (吴玉章, zemřel v prosinci 1966)
11. Čchen Po-ta (陈伯达)
12. Cchaj Čchang (蔡畅; žena)
13. Li Fu-čchun (李富春)
14. Luo Žung-chuan (罗荣桓, zemřel v prosinci 1963)
15. Sü Tche-li (徐特立, zemřel v listopadu 1968)
16. Lu Ting-i (陸定一)
17. Luo Žuej-čching (罗瑞卿)
18. Sü Siang-čchien (徐向前)
19. Teng Jing-čchao (邓颖超; žena)
20. Liou Po-čcheng (刘伯承)
21. Čchen I (陈毅)
22. Pcheng Te-chuaj (彭德怀)
23. Liao Čcheng-č’ (廖承志)
24. Li Sien-nien (李先念)
25. Čchen Keng (陈赓, zemřel v březnu 1961)
26. Nie Žung-čen (聂荣臻)
27. Lin Feng (林枫)
28. Čang Ting-čcheng (张鼎丞)
29. Pcheng Čen (彭真)
30. Ulanfu (乌兰夫; Mongol)
31. Chuang Kche-čcheng (黄克诚)
32. Tcheng Taj-jüan (滕代远)
33. Siao Ťin-kuang (肖劲光)
34. Tchan Čeng (谭政)
35. Kche Čching-š’ (柯庆施, zemřel v dubnu 1965)
36. Su Jü (粟裕; Tung）
37. Che Lung (贺龙)
38. Wang Šou-tao (王首道)
39. Wang Wej-čou (王维舟)
40. Teng C’-chuej (邓子恢)
41. Li Kche-nung (李克农, zemřel v únoru 1962)
42. Jang Šang-kchun (杨尚昆)
43. Jie Ťien-jing (叶剑英)
44. Sung Žen-čchiung (宋任穷)
45. Čang Jün-i (张云逸)
46. Liou Siao (刘晓)
47. Li Wej-chan (李维汉)
48. Wang Ťia-siang (王稼祥)
49. Kchang Šeng (康生)
50. Jie Ťi-čuang (叶季壮, zemřel v červnu 1967)
51. Liou Lan-tchao (刘澜涛)
52. Liou Ning-i (刘宁一)
53. Po I-po (薄一波)
54. Chu Čchiao-mu (胡乔木)
55. Jang Siou-feng (杨秀峰)
56. Šu Tchung (舒同)
57. Laj Žuo-jü (赖若愚, zemřel v květnu 1958)
58. Čang Ťi-čchun (张际春, zemřel v září 1968)
59. Čcheng C’-chua (程子华)
60. Čchen Jü (陈郁)
61. Liou Čchang-šeng (刘长胜, zemřel v lednu 1967)
62. Wu Siou-čchüan (伍修权)
63. Siao Kche (肖克)
64. Čchien Jing (钱瑛; žena)
65. Wang Cchung-wu (王从吾)
66. Teng Chua (邓华)
67. Ma Ming-fang (马明方)
68. Čang Wen-tchien (张闻天)
69. Tchan Čen-lin (谭震林)
70. Liou Ja-lou (刘亚楼, zemřel v květnu 1965)
71. Li Süe-feng (李雪峰)
72. Čchen Šao-min (陈少敏; žena)
73. Li Pao-chua (李葆华)
74. Sü Kuang-ta (许光达)
75. Wang Čen (王震)
76. Ceng Šan (曾山)
77. Lin Tchie (林铁)
78. Čeng Wej-san (郑位三)
79. Sü Chaj-tung (徐海东)
80. Siao Chua (肖华)
81. Chu Jao-pang (胡耀邦)
82. Čao Er-lu (赵尔陆, zemřel v únoru 1967)
83. Ou-jang Čchin (欧阳钦)
84. Si Čung-sün (习仲勋)
85. Liou Ke-pching (刘格平; Chuej)
86. Sie Fu-č’ (谢富治)
87. An C’-wen (安子文)
88. Ťia Tchuo-fu (贾拓夫, zemřel v květnu 1967)
89. Li Li-san (李立三, zemřel v červnu 1967)
90. Chuang Ťing (黄敬, zemřel v únoru 1958)
91. Li Ťing-čchüan (李井泉)
92. Wu Č’-pchu (吴芝圃, zemřel v říjnu 1967)
93. Lü Čeng-cchao (吕正操)
94. Wang Šu-šeng (王树声)
95. Tchao Ču (陶铸)
96. Ceng Si-šeng (曾希圣, zemřel v červenci 1968)
97. Wang Ming (Čchen Šao-jü; 王明, 陈绍禹)

Na 5. zasedání ústředního výboru 25. května 1958 byli převedeni z kandidátů na členy ÚV Jang Sien-čen a Wang En-mao.
Na 11. zasedání 1.–12. srpna 1966 bylo převedeno šest kandidátů na členy ÚV: Jang Te-č’, Wej Kuo-čching, Luo Kuej-po, Čang Ťing-wu, Sie Ťüe-caj a Jie Fej.
Na 12. zasedání ústředního výboru 13.–31. října 1968 bylo převedeno deset kandidátů na členy ÚV: Chuang Jung-šeng, Sü Š’-jou, Čchen Si-lien, Čang Ta-č’, Chan Sien-čchu, Pchan Fu-šeng, Liou Ťien-sün, Liou C’-chou, Wu Te a Li Ta-čang.
Kandidáti ústředního výboru zvolení na VIII. sjezdu 26. září 1956:
1. Jang Sien-čen (杨献珍, od května 1958 člen ÚV)
2. Wang En-mao (王恩茂, od května 1958 člen ÚV)
3. Jang Te-č’ (王恩茂, od srpna 1966 člen ÚV)
4. Wej Kuo-čching (韦国清, Čuang, od srpna 1966 člen ÚV)
5. Luo Kuej-po (罗贵波, od srpna 1966 člen ÚV)
6. Čang Ťing-wu (张经武, od srpna 1966 člen ÚV)
7. Sie Ťüe-caj (谢觉哉, od srpna 1966 člen ÚV)
8. Jie Fej (叶飞, od srpna 1966 člen ÚV)
9. Jang Čcheng-wu (杨成武)
10. Kan S’-čchi (甘泗淇, zemřel v únoru 1964)
11. Čang Chan-fu (章汉夫)
12. Pchan C’-li (潘自力)
13. Li Ta-čang (李大章, od října 1968 člen ÚV)
14. Sü Š’-jou (许世友, od října 1968 člen ÚV)
15. Šuaj Meng-čchi (帅孟奇, žena)
16. Jang Jung (杨勇)
17. Liou Žen (刘仁)
18. Čchen Si-lien (陈锡联, od října 1968 člen ÚV)
19. Mo I (万毅, Mandžu)
20. Čang Cung-sun (张宗逊)
21. Čou Jang (周扬)
22. Chuang Chuo-čching (黄火青)
23. Li Tchao (李涛)
24. Čchen Čchi-chan (陈奇涵)
25. Čchen Man-jüan (陈漫远)
26. Sü C’-žung (徐子荣)
27. Chuang Ou-tung (黄欧东)
28. Ku Ta-cchun (古大存, zemřel v listopadu 1966)
29. Li Č’-min (李志民)
30. Liou Lan-po (刘澜波)
31. Su Čen-chua (苏振华)
32. Feng Paj-ťü (冯白驹)
33. Čou Pao-čung (周保中, Paj, zemřel v dubnu 1964)
34. Wu Te (吴德, od října 1968 člen ÚV)
35. Kchuej Pi (奎璧, Mongol)
36. Čang Te-šeng (张德生, zemřel v březnu 1965)
37. Ou Meng-ťüe (区梦觉, žena)
38. Fan Wen-lan (范文澜)
39. Ču Te-chaj (朱德海, Korejec)
40. Šao Š’-pching (邵式平, zemřel v březnu 1965)
41. Čang Čchi-lung (张启龙)
42. Chuang Jung-šeng (黄永胜, od října 1968 člen ÚV)
43. Li Ťien-čen (李坚真, žena)
44. Ma Wen-žuej (马文瑞)
45. Čang Lin-č’ (张霖之)
46. Čang Si (张玺, zemřel v lednu 1959)
47. Wang Š’-tchaj (王世泰)
48. Jen Chung-jen (阎红彦, do ledna 1967)
49. Sanggyai Yexe (张达志, Ťibeťan)
50. Čang Ta-č’ (张达志, od října 1968 člen ÚV)
51. Kao Kche-lin (高克林)
52. Saifuddin Azizi (赛福鼎·艾则孜, Ujgur)
53. Liao Chan-šeng (廖汉生, Tchuťia)
54. Chung Süe-č’ (洪学智)
55. Čang Jün (章蕴, žena)
56. Sü Ping (徐冰)
57. Ťiang Wej-čching (江渭清)
58. Liao Lu-jen (廖鲁言)
59. Sung Š’-lun (宋时轮)
60. Tchan Čchi-lung (谭启龙)
61. Čou Chuan (周桓)
62. Čung Čchi-kuang (钟期光)
63. Čchen Pchi-sien (陈丕显)
64. Čao Ťien-min (赵健民)
65. Cchaj Šu-fan (蔡树藩, zemřel v říjnu 1958)
66. Čchien Ťün-žuej (钱俊瑞)
67. Pchan Fu-šeng (潘复生, od října 1968 člen ÚV)
68. Ťiang Nan-siang (蒋南翔)
69. Ťiang Chua (江华, Jao)
70. Chan Kuang (韩光)
71. Li Čchang (李昌, Tchuťia)
72. Wang Che-šou (王鹤寿)
73. Čchen Čeng-žen (陈正人)

Na 5. zasedání ústředního výboru 25. května 1958 bylo zvoleno 25 nových kandidátů ÚV:
1. Wang Žen-čung (王任重)
2. Čang Čung-liang (张仲良)
3. Tchao Lu-ťia (陶鲁笳)
4. Pcheng Tchao (彭涛, zemřel v listopadu 1961)
5. Liou Ťien-sün (刘建勋, od října 1968 člen ÚV)
6. Čao I-min (赵毅敏)
7. Kchung Jüan (孔原)
8. Tchang Liang (唐亮)
9. Liou C’-chou (刘子厚, od října 1968 člen ÚV)
10. Čang Su (张苏)
11. Jang I-čchen (杨一辰)
12. Wang Feng (汪锋)
13. Čou Siao-čou (周小舟, sebevražda v prosinci 1966)
14. Fang I (方毅)
15. Wang Šang-žung (王尚荣)
16. Liou Čen (刘震)
17. Čang Pching-chua (张平化)
18. Čang Ťing-fu (张劲夫)
19. Chan Sien-čchu (韩先楚, od října 1968 člen ÚV)
20. Li Sie-po (李颉伯)
21. Liao Č’-kao (廖志高)
22. Čao Po-pching (赵伯平)
23. Sun Č’-jüan (孙志远, zemřel v říjnu 1966)
24. Čang Aj-pching (张爱萍)
25. Jao I-lin (姚依林)

## Jednání
1. zasedání 28. září 1956 v Pekingu
Zvoleno užší vedení strany: 8. politbyro sestavené ze sedmnácti členů –  Mao Ce-tung, Liou Šao-čchi, Čou En-laj, Ču Te, Čchen Jün, Teng Siao-pching, Lin Piao, Lin Po-čchü (zemřel v květnu 1960), Tung Pi-wu, Pcheng Čen, Luo Žung-chuan (zemřel v prosinci 1963), Čchen I, Li Fu-čchun, Pcheng Te-chuaj, Liou Po-čcheng, Che Lung, a Li Sien-nien – a šesti kandidátů – Ulanfu, Čang Wen-tchien, Lu Ting-i, Čchen Po-ta, Kchang Šeng a Po I-po. K běžnému řízení strany vybral ze členů politbyra šestičlenný stálý výbor, který se skládal z předsedy ÚV Mao Ce-tunga, čtyř místopředsedů ÚV – Liou Šao-čchiho, Čou En-laje, Ču Teho a Čchen Jüna – a Teng Siao-pchinga, který jako generální tajemník stanul v čele 8. sekretariátu ústředního výboru. Členy sekretariátu byli zvoleni kromě Tenga ještě Pcheng Čen, Wang Ťia-siang, Tchan Čen-lin, Tchan Čeng, Chuang Kche-čcheng a Li Süe-feng, kandidáty pak Liou Lan-tchao, Jang Šang-kchun a Chu Čchiao-mu.
2. zasedání 10.–15. listopadu 1956 v Pekingu
Liou Šao-čchi podal zprávu o Suezské krizi a antikomunistických vzpourách v Maďarsku a Polsku; Čou En-laj přednesl zprávu o ekonomickém plánu z roku 1957; Čchen Jün referoval o situaci v zásobování potravinami. Mao Ce-tung přednesl závěrečnou řeč zaměřenou na vztahy se Sovětským svazem a na podporu Stalinova odkazu.
3. zasedání 20. září – 9. října 1957 v Pekingu
Teng Sao-pching přednesl zprávu o kampani proti pravičákům, o státní správě a rozvoji zemědělství měl projev Čchen Jün, Čou En-laj informoval o pracovním pojištění. Poprvé byl nastíněn Velký skok vpřed.
4. zasedání 3. května 1958 v Pekingu
Schválena zpráva určená pro druhé zasedání VIII. sjezdu v květnu 1958 a rezoluce k setkání komunistických a dělnických stran v Moskvě roku 1957.
5. zasedání 25. května 1958 v Pekingu
Řešeny organizační otázky po skončení druhého zasedání VIII. sjezdu. Ústřední výbor zvolil: Lin Piaa místopředsedou ÚV a členem stálého výboru politbyra; Kche Čching-š’a, Li Ťing-čchüana a Tchan Čen-lina do politbyra; do sekretariátu Li Fu-čchuna a Li Sien-niena. Náhradou za zemřelé byli dva kandidáti ÚV převedeni mezi členy; dále bylo vybráno 25 nových kandidátů ÚV.
6. zasedání 28. listopadu – 10. prosince 1958 ve Wu-čchangu
Potvrzeno rozhodnutí politbyra (na rozšířeném zasedání v srpnu 1958) o zřizování lidových komun, upraveny podmínky jejich fungování; zrevidovány cíle velkého skoku (z 30 na 20 milionů tun snížen plán na výrobu oceli). Mao Ce-tung oznámil, že na jarním prvním zasedání Všečínského shromáždění lidových zástupců druhého volebního období nebude usilovat o znovuzvolení do úřadu předsedy ČLR a přenechá tuto pozici Liou Šao-čchimu.
7. zasedání 2.–5. května 1959 v Šanghaji
Zasedání se věnovalo ekonomickým a organizačním otázkám, v souvislosti s nadcházejícím jednáním Všečínského shromáždění lidových zástupců nového volebního období. Referovali Po I-po, Li Sien-nien, Teng Siao-pching a Li Fu-čchun. Projednán ekonomický plán na rok 1959, stav a reformy lidových komun, návrhy na obsazení státních orgánů.
8. zasedání 2.–16. srpna 1959 v Lu-šanu
Pokračování debaty o stavu venkova z červencové Lušanské konference provinčních a centrálních funkcionářů, záměr posunout rozhodování o zemědělských pracích na místní úrovni z lidových komun na nižší úroveň (brigád). Pcheng Te-chuaj za kritiku politiky Velkého skoku označen za kontrarevolucionáře a odvolán z funkcí. S ním odvoláni také Chuang Kche-čcheng a Čang Wen-tchien.
9. zasedání 14.–18. ledna 1961 v Pekingu
Čchen Jün referoval o hospodářském plánu na rok 1961, ústup od politiky Velkého skoku. Teng Siao-pching podal zprávu o setkání zástupců komunistických stran v Moskvě roku 1960. Zřízena regionální byra ÚV.
10. zasedání 24.–27. září 1962 v Pekingu
V hospodářských otázkách setrvání u politiky „zemědělství je základ“ přijaté předchozím zasedáním. Příznakem Mao Ce-tungova obratu k radikálnější politice byl jeho útok na „moderní revizionismus“ a obrácení pozornosti k třídnímu boji.
Sekretariát doplnili Lu Ting-i, Kchang Šeng a Luo Žuej-čching.
11. zasedání 1.–12. srpna 1966 v Pekingu
Zasedání podpořilo Kulturní revoluci; Mao vyslovil „nadšenou podporu“ Rudým gardám.
Radikálně změněno složení vrcholných stranických orgánů: Lin Piao zaujal pozici druhého muže strany, zatímco Liou Šao-čchi klesl z druhého až na osmé místo ve stranické hierarchii. Už v květnu byli odvoláni z politbyra anebo sekretariátu Lu Ťing-i, Luo Žuej-čching, Pcheng Čen a Jang Šang-kchun, na zasedání pak i Ulanfu. Zvoleno šest nových členů politbyra (Tchao Ču, Čchen Po-ta, Kchang Šeng, Sü Siang-čchien, Nie Žung-čen a Jie Ťien-jing) a tři kandidáti (Li Süe-feng, Sie Fu-č’ a Sung Žen-čchiung). Sekretariát doplnili v květnu Tchao Ču a Jie Ťien-jing a na zasedání Sie Fu-č’ a Liou Ning-i. Zvolen byl nový stálý výbor (Mao Ce-tung, Lin Piao, Čou En-laj, Tchao Ču, Čchen Po-ta, Teng Siao-pching, Kchang Šeng, Liou Šao-čchi, Ču Te, Li Fu-čchun a Čchen Jün), Mao zůstal předsedou ÚV, jediným místopředsedou se stal Lin Piao. Šest kandidátů ÚV bylo převedeno mezi členy. V následujících měsících (leden–září 1967) byli z vedení strany odstraněni ještě Liou Šao-čchi (na kterého se zejména soustřeďovaly útoky stoupenců Kulturní revoluce), Teng Siao-pching, Tchao Ču, Po I-po, Li Ťing-čchüan, Tchan Čen-lin, Sung Žen-čchiung a Che Lung.
12. zasedání 13.–31. října 1968 v Pekingu
Rozhodnuto o svolání  IX. sjezdu.
Liou Šao-čchi jako „odpadlík a zrádce“ vyloučen ze strany. Deset kandidátů ÚV převedeno mezi členy.